# Juan Carlos Villamayor
Juan Carlos Villamayor (5 marzo 1969) è un ex calciatore paraguaiano, di ruolo difensore.